# Project West Ford

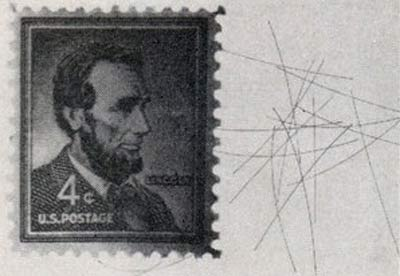
Links een postzegel, rechts de kopernaalden uit West Ford

Project West Ford was een Amerikaans ruimtevaartprogramma uit de begintijd van de ruimtevaart, in de vroege jaren 1960.

## Reden
Het Amerikaanse leger had grote belangstelling voor de vele nieuwe mogelijkheden die communicatiesatellieten zouden kunnen bieden. Het was de tijd van de Koude Oorlog; iedere kans om een technologische voorsprong te behalen op de tegenstander (de Sovjet-Unie) werd door beide partijen met beide handen aangegrepen. Men stuitte hierbij echter op twee problemen. Toentertijd waren er in de V.S. politieke strubbelingen; daarnaast waren de toenmalige Amerikaanse draagraketten eenvoudigweg niet krachtig genoeg om aan de wensen van het leger te voldoen. Zij startten daarom met het testen van zogenaamde passieve satellieten. Deze zenden zelf geen signaal uit, kunnen dus met minder boordinstrumenten toe en zijn daarom aanzienlijk lichter.

## MiDAS

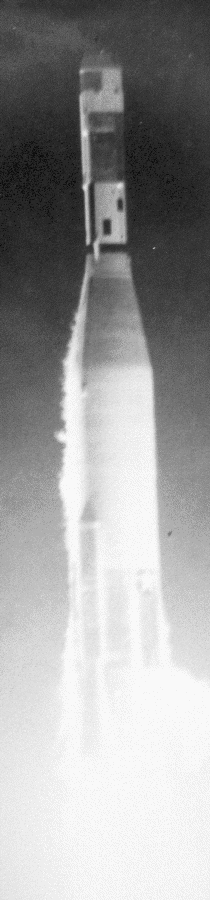
Midas 4

Dit resulteerde in Project West Ford. Een MiDAS-kunstmaan (Missile Defense Alarm System) moest worden gelanceerd met een 35 kg. wegende bus, gevuld met 400 miljoen koperen naalden, aan boord. Deze naalden hadden een dikte van 25,4 µm (ongeveer een derde van een mensenhaar) met een lengte van 1,8 cm. De bedoeling was, dat deze naalden zich op een hoogte van 3200 km zouden verspreiden om een wolk van 8 km breedte en 40 km diepte in de ruimte te vormen. Deze wolk zou radiosignalen kunnen weerkaatsten en zodoende het leger in staat stellen radioboodschappen over te seinen.

## Protesten
Nadat dit voornemen bekend werd regende het klachten. Geleerden over de hele wereld, met name Russische en Britse astronomen, uitten hun bezorgdheid: ze vreesden dat zowel hun optische (waarnemingen in zichtbaar licht) als radio-astronomische onderzoek door de kopernaaldenwolk ernstig zou worden belemmerd.

## Resultaten
Ondanks deze protesten werd de Midas 4 op 21 oktober 1961 gelanceerd. Het werd een mislukking. Weliswaar ontkoppelde de bus zich van de draagraket maar de naaldjes verspreidden zich niet. Bij de volgende lancering gebruikte men iets dunnere naaldjes van 17,8 µm. Op 9 mei 1963 werd een tweede lancering uitgevoerd. Het concept bleek functioneel en er werden proeven met betrekking tot telecommunicatie uitgevoerd. Verdere proefnemingen bleven echter achterwege, de ontwikkeling van zwaardere kunstmatige satellieten en krachtigere draagraketten ging verder en ook het leger bleek per saldo niet zo tevreden over de mogelijkheden van dit systeem. Aan het begin van 1966 bleek dat de meeste naaldjes alweer in de dampkring waren verbrand.
Overigens bleek dat de naaldwolk geen nadelige effecten op de astronomische observaties uitoefende.